# Ludwig Munthe
Ludvig Munthe (Årøy, 11 marzo 1841 – Düsseldorf, 30 marzo 1896) è stato un pittore norvegese della Scuola di Düsseldorf..

## Biografia

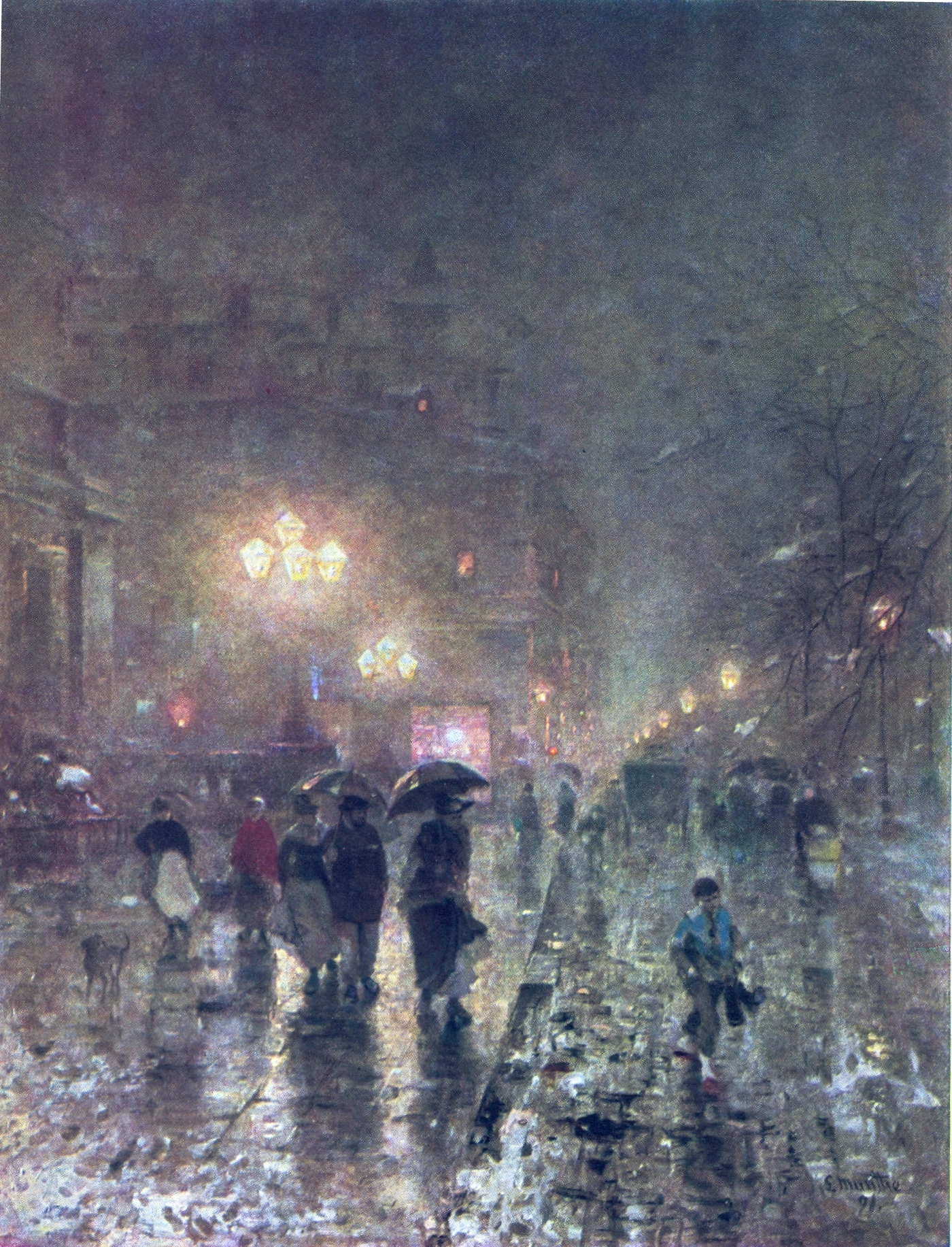
Teatro Comunale di Düsseldorf e Alleestrasse

Munthe era il terzo di otto figli del contadino Gerhard Munthe (1791–1878) e di Sigrid (nata Urnæs, 1811–1904). Inizialmente fu allievo di Franz Wilhelm Schiertz, ma poi, all'età di 20 anni, si recò a Düsseldorf per perfezionarsi. Qui fu allievo privato di Sophus Jacobsen e di Albert Flamm. Dal 1863 fino alla sua morte, avvenuta nel 1896, Munthe fu membro dell'associazione degli artisti di Düsseldorf "Malkasten".
Munthe fu contemporaneamente membro dell'Accademia delle arti di Stoccolma e Copenaghen.
Il 1 giugno 1872, Munthe sposò l'olandese Lene Wilhelmina Vlierboom (* 6. marzo 1853 a Rotterdam, Paesi Bassi; † 20 febbraio 1901 a L'Aia ), figlia dell'armatore Ary Vlierboom ed Eva Schalkwyck. La coppia ebbe quattro figli, tra cui il futuro pittore di marine Gerhard Morgenstjerne Munthe (1875–1927) e il ritrattista e pittore di genere Christopher Munthe (1879–1958).

### Opera
Al suo tempo, fu il pittore norvegese più noto all'estero, insieme a Johan Christian Clausen Dahl e Hans Gude. I suoi temi principali erano paesaggi autunnali e invernali, malinconici e suggestivi, e scene di spiagge marittime con pescatori.

## Ordini e decorazioni
- Ordine norvegese di Sant'Olav (1881)
- Ordine imperiale austriaco di Leopoldo (1876)
- Ordine della Legione d'Onore francese (1878)